# 李成宰
李 成宰（イ・ソンジェ、이성재、1976年5月16日 - ）は大韓民国出身のサッカー選手、サッカー指導者。選手時代のポジションはフォワード。

## 経歴
高麗大学校を卒業後、1999年に富川SKに加入。1年目に9ゴール2アシストを記録してチームのレギュラーシーズン2位に貢献、記者団による投票で75票中72票を集めて同年のKリーグ新人選手賞を受賞した。2003年まで富川でプレーし、通算114試合出場19得点4アシスト。2000年には韓国代表常備軍（代表候補）に選出された。その後は2004年に釜山アイコンス、2006年に蔚山現代ホランイ、2008年から2010年までK3リーグの楊州市民サッカー団に所属した。
2013年よりソウルeパランサッカーチームにてヘッドコーチとして小学生年代の選手を指導、2015年より蔚山現代FCにてスカウト、ヘッドコーチを歴任、2017年より日本のセレッソ大阪のコーチに就任。2020年より、ジェフユナイテッド市原・千葉ヘッドコーチに就任した。